# Dobrugia Settentrionale

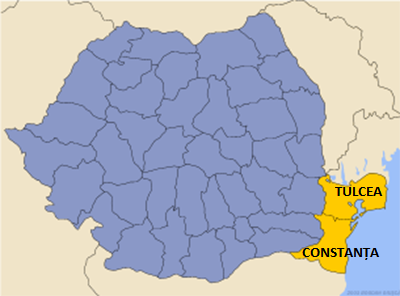
Mappa della Romania con la Dobrugia settentrionale evidenziata in arancione

La Dobrugia Settentrionale (in rumeno: Dobrogea de Nord o semplicemente Dobrogea; in bulgaro Северна Добруджа?, Severna Dobrudzha) è la parte della Dobrugia all''interno dei confini della Romania. Si trova tra il basso Danubio e il Mar Nero, confina a sud con la Dobrugia meridionale, che fa parte della Bulgaria.

## Storia

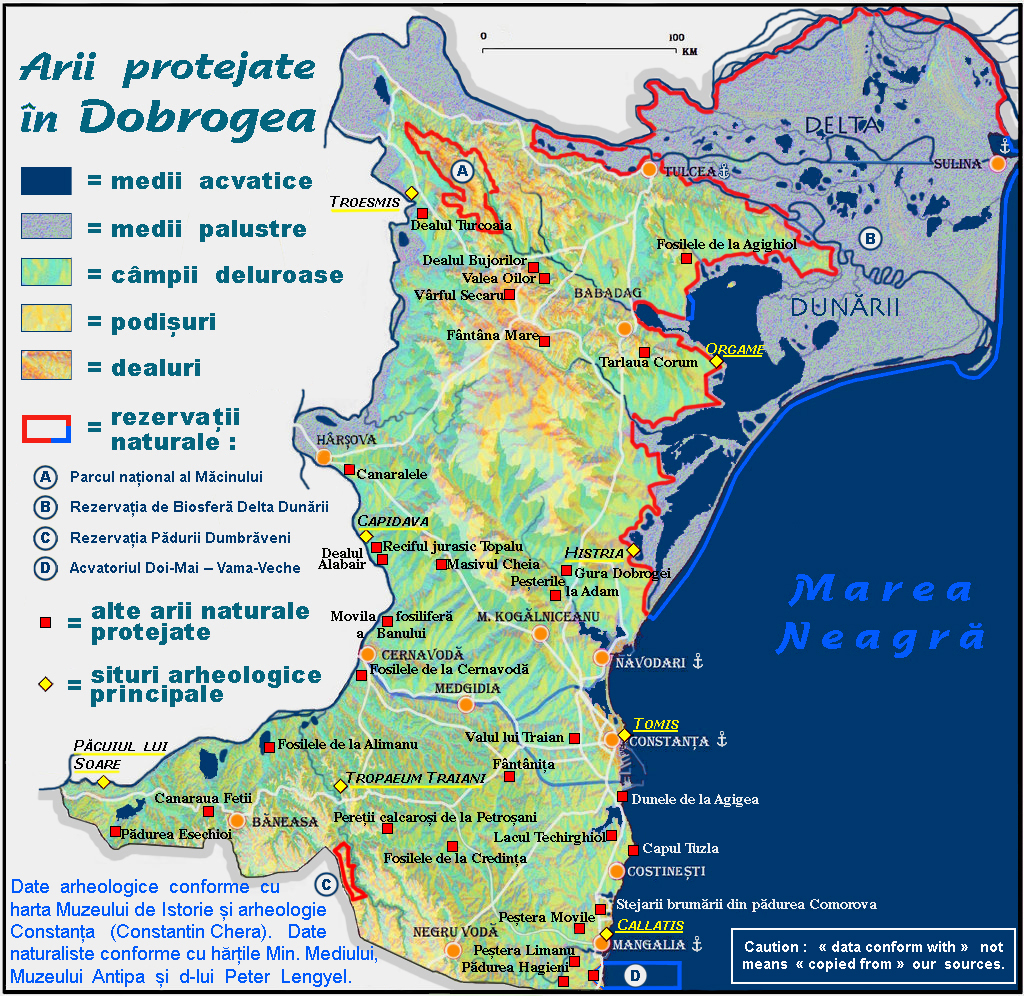
Aree archeologiche e naturali protette nella Dobrugia rumena.

Intorno al 600 a.C. i Greci colonizzarono la costa del Mar Nero e fondarono numerose fortezze: Tomis (l'odierna Costanza), Callatis, Histria, Argamum, Heracleea, Aegysus. Dopo la scomparsa della civiltà greca, la Dobrugia divenne una provincia romana. Uno dei resti meglio conservati di questo periodo è la cittadella di Enisala.
Tra il VII e il XIV secolo, la Dobrugia fece parte del Primo Impero bulgaro e del Secondo Impero bulgaro.
Per un breve periodo nel XIV secolo, la Dobrugia entrò a far parte della Valacchia sotto il dominio del voivoda Mircea il Vecchio. Tuttavia, il territorio cadde sotto il dominio ottomano dalla metà del XV secolo fino al 1878, quando fu assegnato alla Romania per il suo ruolo nella guerra russo-turca del 1877-78 e come compensazione per il trasferimento di una regione in parte sovrapposta alla Bessarabia meridionale. Con i trattati di Santo Stefano e Berlino, la Romania ricevette la Dobrugia settentrionale, mentre il Principato di Bulgaria, recentemente restaurato, ricevette la parte meridionale più piccola della regione. Dopo la seconda guerra balcanica del 1913, la Romania annesse anche la Dobrugia meridionale bulgara, che governò fino alla firma del Trattato di Craiova del 1940. Il trattato fu approvato dalla Gran Bretagna, dalla Francia di Vichy, Germania, Italia, Unione Sovietica e Stati Uniti. Comprendeva uno scambio di popolazione che rimosse la minoranza bulgara dalla Dobrugia settentrionale, che fu evacuata nella parte meridionale. Allo stesso tempo, i rumeni (compresi gli aromuni e i megleno-rumeni) dalla Dobrugia meridionale furono portati a nord del confine.

## Geografia
Il territorio della Dobrugia settentrionale forma oggi le contee di Constanța e Tulcea, con una superficie totale di 15.570 km² e una popolazione attuale di poco inferiore a 900.000.

### Città
- Costanza
- Tulcea
- Medgidia
- Mangalia

### Fumi
- Casimcea
- Slava
- Taița
- Telița

### Laghi
- Lago Crapinapina
- Lago Jijiei
- Lago Traian
- Lago Babadag
- Lago Razim
- Lago Zmeica
- Lago Sinoe
- Lago Tașaul
- Lago Techirghiol

### Delta del Danubio
```

```

Il Delta del Danubio è costituito da numerosi laghi. I più importanti sono:
- Roșu
- Isac
- Gorgova
- Furtuna
- Ledeanca
- Tatanir
- Merhel
- Matița
- Uzlina
- Dranov
- Lumina
- Puiu
- Puiuleț

## Dati demografici
| Etnia                     | 1878           | 1880         | 1899          | 1913            | 19301           | 1956            | 1966            | 1977            | 1992            | 2002            | 2011            |
| ------------------------- | -------------- | ------------ | ------------- | --------------- | --------------- | --------------- | --------------- | --------------- | --------------- | --------------- | --------------- |
| Tutti                     | 225,692        | 139,671      | 258,242       | 380,430         | 437,131         | 593,659         | 702,461         | 863,348         | 1,019,766       | 971,643         | 897,165         |
| Rumeni                    | 46,504 (21%)   | 43,671 (31%) | 118,919 (46%) | 216,425 (56.8%) | 282,844 (64.7%) | 514,331 (86.6%) | 622,996 (88.7%) | 784,934 (90.9%) | 926,608 (90.8%) | 883,620 (90.9%) | 751,250 (83.7%) |
| Bulgari                   | 30,177 (13,3%) | 24,915 (17%) | 38,439 (14%)  | 51,149 (13.4%)  | 42,070 (9.6%)   | 749 (0.13%)     | 524 (0.07%)     | 415 (0.05%)     | 311 (0.03%)     | 135 (0.01%)     | 58 (0.01%)      |
| Turchi                    | 48,783 (21,6%) | 18,624 (13%) | 12,146 (4%)   | 20,092 (5.3%)   | 21,748 (5%)     | 11,994 (2%)     | 16,209 (2.3%)   | 21,666 (2.5%)   | 27,685 (2.7%)   | 27,580 (2.8%)   | 22,500 (2.5%)   |
| Tatari                    | 71,146 (31,5%) | 29,476 (21%) | 28,670 (11%)  | 21,350 (5.6%)   | 15,546 (3.6%)   | 20,239 (3.4%)   | 21,939 (3.1%)   | 22,875 (2.65%)  | 24,185 (2.4%)   | 23,409 (2.4%)   | 19,720 (2.2%)   |
| Russi-Lipovan             | 12,748 (5,6%)  | 8,250 (6%)   | 12,801 (5%)   | 35,859 (9.4%)   | 26,210 (6%)²    | 29,944 (5%)     | 30,509 (4.35%)  | 24,098 (2.8%)   | 26,154 (2.6%)   | 21,623 (2.2%)   | 13,910 (1.6%)   |
| Ruteni (Ucraini dal 1956) |                | 455 (0.3%)   | 13,680 (5%)   | 35,859 (9.4%)   | 33 (0.01%)      | 7,025 (1.18%)   | 5,154 (0.73%)   | 2,639 (0.3%)    | 4,101 (0.4%)    | 1,465 (0.1%)    | 1,177 (0.1%)    |
| Tedeschi                  | 1,134 (0,5%)   | 2,461 (1.7%) | 8,566 (3%)    | 7,697 (2%)      | 12,023 (2.75%)  | 735 (0.12%)     | 599 (0.09%)     | 648 (0.08%)     | 677 (0.07%)     | 398 (0.04%)     | 166 (0.02%)     |
| Greci                     | 3,480 (1,6%)   | 4,015 (2.8%) | 8,445 (3%)    | 9,999 (2.6%)    | 7,743 (1.8%)    | 1,399 (0.24%)   | 908 (0.13%)     | 635 (0.07%)     | 1,230 (0.12%)   | 2,270 (0.23%)   | 1,447 (0.16%)   |
| Rom                       |                | 702 (0.5%)   | 2,252 (0.87%) | 3,263 (0.9%)    | 3,831 (0.88%)   | 1,176 (0.2%)    | 378 (0.05%)     | 2,565 (0.3%)    | 5,983 (0.59%)   | 8,295 (0.85%)   | 11,977 (1.3%)   |

1 Secondo la divisione amministrativa rumena del 1926-1938 (contee di Constanța e Tulcea), che escludeva una parte dell'odierna Romania (principalmente i comuni di Ostrov e Lipnița, oggi parte della contea di Constanța) e comprendeva una parte dell'odierna Bulgaria (parti di comuni di General Toševo e Krushari)
2 Solo russi. (Russi e Lipovani contati separatamente)

## Simboli

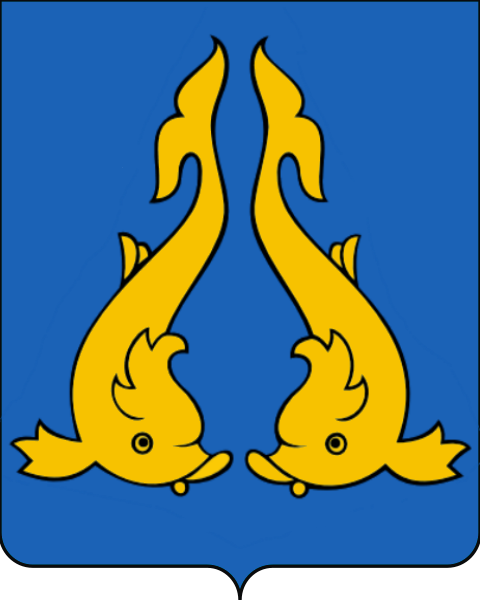
Stemma della Dobrugia rumena

La Dobrugia settentrionale è rappresentata da due delfini nello stemma della Romania.
A partire dal 2015, la Romania celebra la Giornata della Dobrugia il 14 novembre, che segna l'incorporazione della Dobrugia settentrionale nel Regno di Romania nel 1878 dopo il Trattato di Berlino.